# پسی¹ خرچنگ
پسی¹ خرچنگ یک ستاره است که در صورت فلکی خرچنگ قرار دارد.